# Toui à dos noir
Touit melanonotus
Espèce
Synonymes
- Touit melanonota

Statut de conservation UICN

 VU  : Vulnérable
Statut CITES
Le Toui à dos noir (Touit melanonotus) est une espèce d'oiseaux appartenant à la famille des Psittacidae.
Il vit dans la forêt atlantique longeant la baie de Guanabara.